# Imer Traja Brizani
Imer Traja Brizani, slovenski glasbenik, muzikolog, skladatelj in pevec romskega rodu * 1958, Priština, Kosovo.